# Poșogani
Poșogani – wieś w Rumunii, w okręgu Alba, w gminie Lupșa. W 2011 roku liczyła 45 mieszkańców.